# إسلام عمر (مسرحية)
مسرحية إسلام عمر أو مسرحية عمر بن الخطاب في الجاهلية والإسلام مسرحية قدمت من فصل واحد حضرها حاكم الكويت الأسبق أحمد الجابر الصباح وكبار رجال البلد في ذلك الوقت وأولياء أمور التلاميذ، تعتبر ثاني مسرحية تقام في الكويت بعد محاورة اصلاحية وأتت بعد مسرحية محاورة اصلاحية بـ 16 أو 17 سنة لتسجل تطوراً كبيراً وتؤرخ لفن مسرحي حقيقي نشأ في حضن المدرسة، أشترك المدرسون والطلاب في تقديم هذه المسرحية، إذ قام الاستاذ محمد محمود نجم - عضو البعثة التعليمية الفلسطينية - ببطولة المسرحية، حين تولى دور عمر بن الخطاب فضلاً عن قيامه بإخراج المسرحية، أما بقية الأدوار فقام بأدائها طلاب المدرسة باستثناء دور حمزة بن عبد المطلب الذي أداه الأستاذ محمد المغربي وفي مقدمة هؤلاء الطلاب حمد عيسى الرجيب الذي كان مهيئاً للقيام بدور تاريخي في ريادة الحركة المسرحية في الكويت، يعود هذا إلى اشتغال عبد العزيز الرشيد بالتعليم وتفرغه للكتابة والصحافة والخطابة فضلاً عن كثره أسفاره حيث كان هو مدير المدرسة وقتها، كما أقامت المدرسة حفلاً مسرحياً في عام 1938 شاركت فيه تلميذات من المدرسة القبلية فكانت مشاركتهم تتكون من أناشيد جماعية في الاستراحة بين الفصول المسرحية.

صورة منشور الدعوة لحضور المسرحية بتاريخ 19 من ربيع الثاني 1358هـ الموافق 7/6/1939م